# Репляна
Репляна́ (болг. Репляна) — село у Видинській області Болгарії. Входить до складу общини Чупрене.

## Населення
За даними перепису населення 2011 року у селі проживали 157 осіб, усі — болгари.
Розподіл населення за віком у 2011 році:
Динаміка населення: